# سوزان فرينش
سوزان فرينش (بالإنجليزية: Susan French)‏ هي محركة دمى وممثلة أمريكية، ولدت في 23 يناير 1912 في لوس أنجلوس في الولايات المتحدة، وتوفيت في 6 أبريل 2003 في سانتا مونيكا في الولايات المتحدة بسبب مرض.

## أعمال

### أفلام
- (1980) مكان ما في الزمن

## وصلات خارجية
- سوزان فرينش على موقع IMDb (الإنجليزية)
- سوزان فرينش على موقع أول موفي (الإنجليزية)
- سوزان فرينش على موقع قاعدة بيانات الفيلم (الإنجليزية)